# Plumatella fungosa
Espèce
Plumatella fungosa est l’une des 94  espèce de bryozoaire d'eau douce (74 espèces de phylactolaemates et  20 gymnolaemates selon les données revues par JA Massard & G Geimer en 2008) au sein de la famille des Plumatellidae.
Cette espèce a été décrite par le botaniste et zoologiste germano-russe Peter Simon Pallas (1741-1811).

## Confusion possible
Cette espèce ressemble à d'autres bryozoaires dont les colonies connaissent une croissance de type dendritique (P. repens notamment). Elle est en outre relativement polymorphe.
Cependant, selon G Geimer & JA Massard (1768), en Belqique, par rapport à Plumatella repens (espèces assez ubiquiste et commune), P fungosa serait plutôt confinée aux eaux stagnantes ou quasi-stagnantes.

## Dénomination
- Son nom de genre (Plumatella) provient du fait que, vu de près, ses polypes qui émergent de tubes chitineux donnent à une colonie dense un aspect « plumeux » ;
- Son nom d'espèce est « fungosa»

## Description
De loin, ces colonies, de couleur jaunâtre à brunâtre paraissent inanimées et présentent un aspect gélatineux, ce qu'une observation plus attentive ne confirme pas : l'aspect gélatineux n'est qu'apparent, c'est un effet produit par la multitude des petits polypes (qui se rétractent en cas de stress).
Cette espèce peut coloniser des tiges et feuilles de plantes flottantes (nénuphars par exemple) ou encore des branches et/ou des racines immergées, de grandes pierres ou divers éléments durs du substrat. Selon son âge et le milieu, la colonie peut prendre des apparences variées (plate, en feston, spongoïde, en forme bulbe, de tubercule ou fusiforme autour d'une branche ou très rarement en nodule...).

## Identification  taxonomiques
Quelques auteurs ont considéré que P. fungosa était une simple variété de P. repens, mais il a été montré que des différences génétiques marquées existent entre ces deux espèces (Mundy et Thorpe, 1979). Selon Lacourt en 1968, les flottoblastes de  P. fungosa sont en moyenne plus gros que ceux de P. repens et selon Wiebach (1960), il existe aussi des différences morphologiques du zoarium produit par ces deux espèces.
L’espèce ne peut pas être identifiée facilement. Les critères d’identifications sont
- la taille moyenne, et la forme des statoblastes (sessoblastes et/ou flottoblastes [5]) ;
- les mailles et motifs réticulés  formés par les crêtes qui recouvrent éventuellement les faces ventrales et dorsales de la capsule, et la présence éventuelle de nodules ou ornementations
- la forme et le type d'anneau de flottation (lisse ou non, avec ou sans bourrelet équatorial, avec ou sans tubercules associés)
- les caractéristiques de la ligne de suture qui lie les deux valves du statoblaste.

Ces caractéristiques doivent généralement être observés au microscope optique ou au microscope électronique.

## Biologie, écologie
Plus de 90 % du poids d'une colonie est constituée d'eau.
Cette espèce apprécie les eaux eutrophes, mais dépourvues de biocides.
Elle est considérée comme rare dans de nombreux pays, mais là où elle est présente peut alors atteindre des densités importantes (ex : 1,5 kg/m2 de matière humide, correspondant à 128 g/m2 de matière sèche dans un étang acide chaulé et pollué par des égouts étudié dans les années 1970 en Belgique).
P. Job (1976), de l'Université de Liège a pu étudier une population très dense de P. fungosa dans l'étang de Boiron, un plan d'eau artificiel de 8,5 hectares situé à Sart-Custinne (dans la province de Namur en Belgique), alors très pollué par les égouts.
Selon lui, ce  filtreur suspensivore (par ailleurs rarement mentionné en Belgique) contribue fortement à l'autoépuration des eaux de surface polluées par des matières organiques, provenant par exemple d'égouts ; selon cet auteur « ils peuvent absorber chaque année une quantité moyenne d'un peu plus de 112 kg d'azote par ha dans les zones où la biomasse des colonies atteint 15,6 t/ha ».
Cet auteur conclut à une « relation évidente entre l'évolution de la qualité biologique de l'eau, classés selon le système de Kolkwitz-Marsson et la localisation et la densité des populations Bryozoaires ».

## Cycle de vie
Le développement des colonies dépend des conditions locales de l'environnement (teneur en nutriment notamment, et degré d'eutrophisation du milieu), mais connait également un cycle saisonnier très marqué, car les individus de cette espèce meurent tous en hiver, laissant des propagules très résistantes (nommées statoblastes, comme chez presque tous les bryozoaires d'eau douce) qui donneront naissance à de nouvelles colonies à partir du printemps suivant. Chez les satoblastes, on distingue les sessoblaste (qui ne flottent pas) et les flottoblastes (qui flottent)  ; les premiers contribuent à régénérer une colonie sur place, et les autres à disséminer l'espèce (par le courant (hydrochorie) ou par des animaux (zoochorie) tels que les oiseaux aquatiques ou certaines mammifères aquatiques).
En hiver, les parois chitineuses des anciennes loges individuelles (dits ectocystes) se dégradent et disparaissent. La colonie sera entièrement reconstruite du printemps à l'été suivants.

### Guide ou clés de détermination
- Mundy - Clé de détermination des bryozoaires anglais et européens
- Wood II - Nouvelle clé de détermination des bryozoaires anglais, irlandais et d'Europe continentale (A new key to the freshwater bryozoans of Britain, Ireland and Continental Europe)
- Massard, J. A., & Geimer, G. (2008). Global diversity of bryozoans (Bryozoa or Ectoprocta) in freshwater: an update ; Bulletin de la Société des naturalistes luxembourgeois, 109, 139-148